# Ро Змееносца
Ро Змеено́сца (ρ лат. Ophiuchi, ρ Oph) — двойная звезда в созвездии Змееносца. Состоит из двух компонентов — белого субгиганта спектрального класса B и белой звезды главной последовательности практически этого же спектрального класса. Звёзды подсвечивают газопылевое облако в звёздном скоплении, в котором же и являются самыми яркими звездами, и понижают звёздную величину скопления примерно на 2 звёздные величины. Расстояние до звезд оценивается в 390—400 световых лет. Светимость звёзд выше солнечной приблизительно в 4900 и 2100 раз.